# Rio Grande City, Texas
Rio Grande City là một thành phố thuộc quận Starr, tiểu bang Texas, Hoa Kỳ. Năm 2010, dân số của xã này là 13834 người.

## Dân số
- Dân số năm 2000: 11923 người.
- Dân số năm 2010: 13834 người.